# Jerome Lane
Jerome Lane Sr (ur. 4 grudnia 1966 w Akron) – amerykański koszykarz, występujący na pozycjach niskiego lub silnego skrzydłowego.
W 1985 został zaliczony do II składu Parade All-American oraz wystąpił w meczu gwiazd amerykańskich szkół średnich McDonald’s All-American. 

## Osiągnięcia
Na podstawie,  o ile nie zaznaczono inaczej.
NCAA
- Uczestnik turnieju NCAA (1987, 1988)
- Mistrz sezonu regularnego Big East (1987, 1988)
- Zaliczony do:
  - I składu Big East (1987)
  - II składu All-American (1988)
  - III składu All-American (1987 przez AP, NABC, UPI)
- Lider w:
  - średniej zbiórek:
    - NCAA (13,5 – 1987)[4]
    - Big East (13,5 – 1987, 12,2 – 1988)

  - liczbie zbiórek:
    - NCAA (444 – 1987)
    - Big East (444 – 1987)

Indywidualne
- Zaliczony do I składu CBA (1996)
- Lider w zbiórkach:
  - CBA (1994–1996, 1999)
  - ligi hiszpańskiej (13,4 – 1997, 14,7 – 1998)[5][6]

Reprezentacja
- Wicemistrz igrzysk panamerykańskich (1987)[7]